# Weihai
Weihai (xinès: 威海; pinyin: Wēihǎi), abans també coneguda com a Weihaiwei o Port Edward és una ciutat portuària de la República Popular de la Xina situada al Golf de Bohai, al nord-est de la província de Shandong. Ocupa una àrea de 5.436 km² i té una població de gairebé 2.500.000 d'habitants (2004). La temperatura mitjana de la ciutat és de 12,7 °C i el seu clima és moderat, amb estacions ben diferenciades.
La ciutat es troba envoltada pel mar i la seva badia està protegida per l'illa de Liugong (xinès simplificat: 刘公岛; xinès tradicional: 劉公島; pinyin: Liú gōng dǎo). El port va ser anteriorment la base de la flota xinesa de Beiyang durant la dinastia Qing. Disposa d'una important flota pesquera que explota els més de 1.000 quilòmetres de costa de la ciutat. En les seves aigües es troben més de 300 espècies diferents entre les quals destaquen les gambes, els cogombres de mar, algues i diversos crustacis. Weihai té jaciments de granit així com mines d'or, ferro, coure i zinc. Les principals indústries de la ciutat són les químiques, tèxtils, de maquinària, seda i plàstics. Weihai és també un important productor de cacauets, gra i fruita.
Entre 1898 i 1930 la ciutat fou la capital d'un territori de 740 quilòmetres quadrats, anomenat també Weihaiwei, que va ser una concessió britànica.